# پرووونسال (لوئیزیانا)
پرووونسال (به انگلیسی: Provencal) شهری در ایالت لوئیزیانا کشور ایالات متحده آمریکا است که جمعیت آن در سرشماری سال ۲۰۱۰ میلادی، ۶۱۱ نفر بوده‌است.